# Temporada de huracanes del Atlántico de 1914
La temporada de huracanes del Atlántico de 1914 fue la temporada menos activa registrada, con solo una tormenta tropical conocida. Aunque la temporada de huracanes generalmente abarca un período de tiempo mucho mayor, la actividad real se limitó a mediados de septiembre. El único ciclón tropical del año se desarrolló en la región de las Bahamas el 15 de septiembre y se desplazó hacia el noroeste, moviéndose tierra adentro sobre Florida y Georgia. Las advertencias exhaustivas antes de la tormenta evitaron daños importantes. 
La temporada de 1914 es una de las dos únicas que no produjo huracanes (la otra fue la temporada de 1907). Debido a la falta de tecnología moderna, como las imágenes satelitales, la información a menudo es escasa, y una depresión tropical adicional puede haber existido a fines de octubre. Además, esta fue la primera temporada de huracanes que tuvo lugar durante la Primera Guerra Mundial.

## Resumen de la temporada
La actividad estacional se reflejó con un índice de Energía Ciclónica Acumulada de 2.53 unidades, el ECA es, en términos generales, una medida del poder de un huracán multiplicado por el tiempo que existió; por lo tanto, las tormentas duraderas y los sistemas particularmente fuertes dan como resultado altos niveles de la ECA. La medida se calcula según los avisos completos para ciclones con intensidad de tormenta tropical: tormentas con vientos que superan las 39 mph (63 km/h).
Con solo un ciclón tropical oficial, la temporada de 1914 fue la temporada de ciclones tropicales menos activa registrada. Es una de las dos estaciones del Atlántico sin tormenta de intensidad de huracán (vientos de 75 mph (121 km/h) o más fuertes), la otra es la temporada de 1907. La formación de la única tormenta tropical el 14 de septiembre representa el último comienzo de una temporada de huracanes desde que comenzaron los registros oficiales en 1851.
La información sobre la temporada de 1914 se basa principalmente en datos de la Base de Datos de Huracanes del Atlántico (HURDAT), que realizó un nuevo análisis exhaustivo de los huracanes desde 1911 hasta 1914 en 2005. Se realizaron varios cambios, principalmente de naturaleza menor, en la tormenta tropical de septiembre. Además, otros dos sistemas durante el año se consideraron formalmente para su inclusión en la base de datos de huracanes; uno de ellos se consideró una depresión tropical potencial, pero se consideró demasiado débil para ser clasificado como tormenta tropical. El otro fue evaluado como un sistema no tropical. El reanálisis de HURDAT de 2005 se basó en gran medida en mapas meteorológicos históricos e informes de barcos en lugar de tecnología moderna, incluidas imágenes satelitales.

## Ciclones tropicales

### Tormenta tropical Uno
La primera y única tormenta tropical de la temporada se originó en una ola tropical que se desplaza hacia el oeste, indicada en los mapas meteorológicos desde el 13 de septiembre. Se produjeron disminuciones en la presión del aire en todas las Bahamas, proporcionando "fuertes indicios de una perturbación". El sistema se convirtió en una depresión tropical a las 00:00 UTC del 15 de septiembre, aproximadamente a 200 millas (320 km) al este de Miami, Florida. Se convirtió en tormenta tropical unas 12 horas después, lo que provocó la emisión de advertencias de tormentas desde la costa este de Florida hasta el norte de Hatteras, Carolina del Norte.
El sistema se desplazó hacia el noroeste mientras se intensificaba gradualmente, y se situó al sur de la costa de Georgia a fines del 16 de septiembre. Si bien la mayoría de los sistemas tropicales en las cercanías tienden a continuar hacia el norte a lo largo de la costa este, el ciclón se curvó hacia el oeste y se movió a tierra cerca del estado de Florida-Georgia frontera después de alcanzar una intensidad máxima con vientos máximos sostenidos de 70 mph (110 km/h). Progresó tierra adentro sobre el sur de Georgia a medida que se debilitó rápidamente, pero su intensidad se estabilizó después de las 18:00 UTC del 17 de septiembre. La tormenta bordeó el norte del Golfo de México cuando se desvió ligeramente al sur del oeste, debilitándose a una depresión tropical en el sureste Luisiana. A principios del 19 de septiembre, la depresión se había deteriorado aún más en un espacio abierto, un área alargada de baja presión mal definida.
La tormenta produjo lluvias generalizadas en el sureste de los Estados Unidos, acompañada de vientos huracanados a lo largo de la costa, y los barcos informaron condiciones severas en el mar. Las mareas altas ocurrieron alrededor de St. Augustine, Florida, arrasando la Calzada de South Street. Los vientos de la tormenta dispersaron grandes cantidades de hierba muerta de los pantanos en el área. No se informaron daños significativos debido a advertencias exhaustivas antes del ciclón. Un nuevo análisis de la tormenta en 2005 hizo algunos cambios menores en su listado en la base de datos oficial de huracanes, retrasando el tiempo de formación y elevando la intensidad máxima.

### Otra tormenta
Además de la tormenta tropical de septiembre, a fines de octubre se desarrolló una posible depresión que permaneció por debajo de la intensidad de la tormenta tropical. El 24 de octubre, una amplia área de baja presión estaba presente sobre el oeste del Golfo de México y el Mar Caribe. Un posible centro de baja presión, unido a un frente frío que se extiende hacia el sur, se había formado dentro del sistema más grande y se movía hacia el este. Otro centro de baja presión se formó en el noroeste del Caribe el 25 de octubre y se considera una depresión tropical en la investigación contemporánea. La depresión tenía vientos débiles debido al ligero gradiente de presión en la región y, en su punto máximo, tenía una presión central mínima de 1004 mbar (29,6 inHg). El 26 de octubre, el frente frío asociado con el ciclón extratropical al norte absorbió el sistema tropical. Al día siguiente, el sistema extratropical se deterioró en un canal abierto. Aunque la baja tropical fue revisada para su inclusión en la base de datos de huracanes como tormenta tropical en 2005, se consideró demasiado débil.

## Estadísticas de temporada
Esta es una tabla de todos los sistemas que se han formado en la temporada de huracanes de 1914. Incluye su duración, nombres, áreas afectada(s), indicados entre paréntesis, daños y muertes totales. Las muertes entre paréntesis son adicionales e indirectas, pero aún estaban relacionadas con esa tormenta. Los daños y las muertes incluyen totales mientras que la tormenta era extratropical, una onda o un baja, y todas las cifras del daño están en USD 1914.
| DT | TT | 1 | 2 | 3 | 4 | 5 |

| Nombre                  | Fechas activo                  | Categoría de tormenta en intensidad máxima | Vientos máx. (km/h) | Presión min (hPa) | ACE  | Áreas afectadas | Áreas afectadas  | Áreas afectadas | Daños (en millones USD) | Muertos |
| Nombre                  | Fechas activo                  | Categoría de tormenta en intensidad máxima | Vientos máx. (km/h) | Presión min (hPa) | ACE  | Lugar           | Fecha            | Vientos (km/h)  | Daños (en millones USD) | Muertos |
| ----------------------- | ------------------------------ | ------------------------------------------ | ------------------- | ----------------- | ---- | --------------- | ---------------- | --------------- | ----------------------- | ------- |
| Uno                     | 15-19 de septiembre            | Tormenta tropical                          | 110 (70)            | 995               | 2.53 | Miami, Florida  | 18 de septiembre | 100 (65)        | N/A                     | 0       |
| Posible DT              | 25-26 de octubre               | Depresión tropical                         | 55 (35)             | 1004              | 0    | Ninguno         | Ninguno          | Ninguno         | N/A                     | 0       |
| Totales de la temporada |                                |                                            |                     |                   |      |                 |                  |                 |                         |         |
| 2 ciclones              | 15 de septiembre–26 de octubre |                                            | 110 (70)            | 995               | 2.53 | '               | '                | '               | N/A                     | 0       |